# 最強の囲碁
最強の囲碁（さいきょうのいご）は、コンピュータ囲碁のソフトウェア。日本のアンバランスから販売されている。
当初は、イギリスのマイケル・リース（Michael Reiss）により開発された思考エンジン「Go++（2003年Go4++から名称変更）」を利用し、2002年に初段の認定を受けた。
「最強の囲碁2011」より、フランスのレミ・クーロン（Remi　Coulom）により開発された思考エンジン「CrazyStone」（モンテカルロ木探索）を搭載し、人気ソフトとなる。

## 足跡
- 1997年　思考エンジンGo4++をベースに「最強の囲碁」発売
- 1999年　Go4++がCGFコンピュータ囲碁大会　優勝
- 1999年　Go4++がING杯世界コンピュータ囲碁大会　優勝
- 2001年　Go4++が21世紀杯　優勝
- 2002年　Go4++が天宇杯　準優勝
- 2002年　「最強の囲碁2003」が初段認定される
- 2002年　Go4++が第7回コンピュータオリンピアード囲碁部門九路盤　優勝
- 2003年　Go++が世界コンピュータ囲碁大会　岐阜チャレンジ2003　3位
- 2005年　Go++が第9回KGSコンピュータ囲碁トーナメント　優勝
- 2006年　CrazyStoneが第11回コンピュータオリンピアード囲碁部門九路盤　優勝
- 2007年　CrazyStoneが第1回UEC杯コンピュータ囲碁大会　優勝
- 2008年　CrazyStoneが第2回UEC杯コンピュータ囲碁大会　優勝
- 2011年　「最強の囲碁2011」から思考エンジンをCrazyStoneに変更
- 2013年　3月、CrazyStoneが第6回UEC杯コンピュータ囲碁大会　優勝
- 2013年　3月、CrazyStoneが第1回電聖戦で置碁の四子局ながら、石田芳夫(二十四世本因坊秀芳)に三目勝ち。石田に「アマ六段くらいの力は十分ある」と評された。
- 2013年　5月、「最強の囲碁 CrazyStone 優勝記念版」発売。
- 2014年　3月、第2回電聖戦では、Crazy Stone(第7回UEC杯準優勝)が、置碁の四子局で、依田紀基九段に2目半勝ち。
- 2015年　1月、「最強の囲碁~名人への道~」発売。
- 2015年　3月、第3回電聖戦では、Crazy Stone(第8回UEC杯優勝)は、25世本因坊治勲（趙治勲マスターズ）と置碁3子局を打ち、中押し負け。
- 2016年、ディープラーニングを搭載した「最強の囲碁」新バージョンを発売予定だったが、予定した強さに達しなかったため発売延期。
- 2018年11月16日、強化学習とディープラーニング（深層学習）技術を融合させた「最強の囲碁 Zero」発売[1]。

## シリーズ
お父さんのための囲碁（1995年発売）
最強の囲碁（1997年発売）
最強の囲碁　パワーアップ版（1997年発売）
お父さんのための囲碁2
最強の囲碁2（1998年発売）
最強の囲碁2　パワーアップ版
お父さんのための囲碁3
- 最強の囲碁2のエンジンを搭載

お父さんのための強い囲碁（1999年発売）
お父さんのための強い囲碁弐（1999年発売）
囲碁　1999/2000年度版（1999年12月10日発売)
お父さんのための強い囲碁参（2000年発売）
爆発的1480シリーズ　囲碁（2001年6月22日発売）
最強の囲碁2002（2001年7月13日発売）
- 1級認定

激戦シリーズ 囲碁 1級認定版（2002年3月1日発売）
お父さんのための強い囲碁四（2002年6月7日発売）
- 「最強の囲碁2002」のエンジンを強化

爆発的1480シリーズ 囲碁 2（2002年7月19日発売）
POCKET囲碁（PocketPC専用）（2002年8月30日発売）
- Windows CE用

最強の囲碁2003（2002年10月11日発売）
- 初段認定

超爆発的1980シリーズ+Net　囲碁1級認定版（2003年5月2日発売）
最強の囲碁 2003 特別価格版（2003年8月8日発売）
超爆発的1980シリーズ　強い囲碁四（2003年8月8日発売）
- 1級認定エンジンを強化

爆発的1480シリーズ　囲碁3（2003年10月13日発売）
- 最新エンジン搭載

最強の囲碁2004（2004年1月22日発売）
爆発的1480シリーズ　最強の囲碁　初段認定版（2004年6月11日発売）
- 「最強の囲碁2003」の廉価版

本格的シリーズ　最強の囲碁　特別記念版（2004年8月13日発売）
- 「最強の囲碁2004」に布石・手筋を大幅強化した最新思考エンジンを搭載し名局データを削除

最強の囲碁2005（2004年12月17日発売）
爆発的1480シリーズ 100万人のための囲碁（2005年7月29日発売）
最強の囲碁2006（2006年4月28日発売）
最強の囲碁2007（2007年4月20日発売）
本格的シリーズ　最強の囲碁　高速思考版（2007年10月12日発売）
- 「最強の囲碁2007」の思考エンジンを搭載

最強の囲碁2008（2008年4月18日発売）
爆発的1480シリーズ　100万人のための囲碁（2008年11月14日発売）
- 「初級者レベル」5段階を追加

最強の囲碁2009（2009年4月24日発売）
- UCTモンテカルロ法を採用

本格的シリーズ　3D囲碁（2009年4月24日発売）
- 「最強の囲碁2008」の思考エンジンを搭載

本格的シリーズ　最強の囲碁　ハイブリッド思考版　～モンテカルロ法との融合～（2010年4月9日発売）
- 「最強の囲碁2009」の思考エンジンを搭載

爆発的1480シリーズ　100万人のための3D囲碁（2010年4月9日発売）
- 「本格的シリーズ 3D囲碁」に、「初級者レベル」5段階を追加

最強の囲碁2011（2011年4月22日発売）
- モンテカルロ法の「CrazyStone」エンジンを搭載

本格的シリーズ　最強の囲碁　新・高速思考版（2011年7月1日発売）
- 「最強の囲碁2011」の思考エンジンを搭載

100万人のためのお得セット 3D囲碁・将棋・麻雀（2011年9月9日）
- 「100万人のための3D囲碁」と「100万人のための3D将棋 ～金沢将棋レベル100～」と「100万人のための3D麻雀」の3種のゲームセット。

最強の囲碁2012（2012年4月6日発売）
最強の囲碁 CrazyStone 優勝記念版（2013年5月17日発売）
最強の囲碁~名人への道~（2015年1月30日発売）
最強の囲碁 Zero（2018年11月16日）